# 196481 VATT
196481 VATT è un asteroide della fascia principale. Scoperto nel 2003, presenta un'orbita caratterizzata da un semiasse maggiore pari a 2,4235384 UA e da un'eccentricità di 0,1324884, inclinata di 2,74792° rispetto all'eclittica.
L'asteroide è dedicato al Vatican Advanced Technology Telescope, lo strumento di punta del Vatican Observatory Research Group.